# Acianthera violaceomaculata
Acianthera violaceomaculata är en orkidéart som först beskrevs av Frederico Carlos Hoehne, och fick sitt nu gällande namn av Alec M. Pridgeon och Mark W. Chase. Acianthera violaceomaculata ingår i släktet Acianthera och familjen orkidéer. Inga underarter finns listade i Catalogue of Life.